# Adrian Sutil
Adrian Sutil (Starnberg, 11 januari 1983) is een Duits oud-Formule 1-coureur.

## Carrière
Hij begon op 14-jarige leeftijd met karten. In 2002 nam hij deel aan de Zwitserse Formule Ford, en won alle tien races vanaf poleposition. In de Formule 3 Euroseries was hij teamgenoot van Lewis Hamilton en werd hij in 2005 vice-kampioen. Voor Adrian naar de Formule 1 ging racete hij in de All-Japan F3, hij werd daar kampioen.
Op 7 oktober 2007 behaalde Sutil bij de Grand Prix van Japan op Suzuka zijn eerste WK-punt. Hij werd hier dan wel negende, maar omdat Vitantonio Liuzzi inhaalde onder een gele vlag en die 25 seconden tijdstraf kreeg, werd Sutil alsnog achtste. Dit was dat seizoen zijn enige punt en ook het enige voor Spyker. Tijdens de race van de Grand Prix van Italië in 2009 boekte Sutil progressie door vierde te worden en vijf WK-punten behalen door een fel verbeterde VJM-02.
Na afloop van de Grand Prix van China 2011 in april was Sutil betrokken bij een incident in een nachtclub in Shanghai. Hij zou de eigenaar van het Lotus F1 Team, Eric Lux, met een kapot champagneglas in zijn nek hebben geraakt. Lux sleepte Sutil hiervoor de rechtbank, waarvoor Sutil uiteindelijk achttien maanden voorwaardelijke celstraf en 200.000 euro boete kreeg.
Sutil reed tot 2011 bij Force India, waarna hij vervangen werd door Nico Hülkenberg en geen stoeltje voor het seizoen 2012 kon vinden. In 2013 stapte Hülkenberg over naar Sauber, waardoor Sutil terug kon keren. In zijn eerste race, de Grand Prix van Australië, maakte hij een sterke comeback door enkele ronden aan de leiding van de race te rijden. Uiteindelijk eindigde hij deze race als zevende.
Op 13 december 2013 werd bekend dat Sutil ging rijden bij Sauber, nadat Force India voor de coureurs Hülkenberg en Sergio Pérez heeft gekozen.

## Formule 1-carrière
| Jaar/Jaren      | Team        |
| --------------- | ----------- |
| 2007            | Spyker      |
| 2008-2011, 2013 | Force India |
| 2014            | Sauber      |

|                       | 2007 | 2008 | 2009 | 2010 | 2011 | 2013 | 2014* | Totaal |
| --------------------- | ---- | ---- | ---- | ---- | ---- | ---- | ----- | ------ |
| Aantal races          | 17   | 18   | 17   | 19   | 19   | 19   | 19    | 128    |
| Aantal zeges          | 0    | 0    | 0    | 0    | 0    | 0    | 0     | 0      |
| Aantal pole-positions | 0    | 0    | 0    | 0    | 0    | 0    | 0     | 0      |
| Aantal snelste ronden | 0    | 0    | 1    | 0    | 0    | 0    | 0     | 1      |
| Aantal podiumplaatsen | 0    | 0    | 0    | 0    | 0    | 0    | 0     | 0      |
| Aantal WK-punten      | 1    | 0    | 5    | 47   | 42   | 28   | 0     | 124    |
| Eindstand WK          | 19   | 20   | 17   | 11   | 9    | 13   | 18    |        |

### Complete Formule 1-resultaten
- Races cursief betekent snelste ronde

| Seizoen | Inschrijving                | Chassis           | Motor                   | 1       | 2       | 3       | 4       | 5       | 6       | 7       | 8      | 9       | 10      | 11      | 12      | 13      | 14      | 15      | 16      | 17      | 18      | 19     | Pos | Punten |
| ------- | --------------------------- | ----------------- | ----------------------- | ------- | ------- | ------- | ------- | ------- | ------- | ------- | ------ | ------- | ------- | ------- | ------- | ------- | ------- | ------- | ------- | ------- | ------- | ------ | --- | ------ |
| 2006    | MF1 Racing                  | Midland M16       | Toyota RVX-06 2.4 V8    | BHR     | MAL     | AUS     | SMR     | EUR TC  | SPA     | MON     | GBR    | CAN     | VST     | FRA TC  | GER     | HON     | TUR     | ITA     |         |         |         |        | -   | -      |
| 2006    | Spyker MF1 Team             | Midland M16       | Toyota RVX-06 2.4 V8    |         |         |         |         |         |         |         |        |         |         |         |         |         |         |         | CHN     | JPN TC  | BRA     |        | -   | -      |
| 2007    | Etihad Aldar Spyker F1 Team | Spyker F8-VII     | Ferrari 056H 2.4 V8     | AUS 17  | MAL DNF | BHR 15  | SPA 13  | MON DNF | CAN DNF | VST 14  | FRA 17 | GBR DNF | EUR DNF | HON 17  | TUR 21  |         |         |         |         |         |         |        | 19  | 1      |
| 2007    | Etihad Aldar Spyker F1 Team | Spyker F8-VIIB    | Ferrari 056H 2.4 V8     |         |         |         |         |         |         |         |        |         |         |         |         | ITA 19  | BEL 14  | JPN 8   | CHN DNF | BRA DNF |         |        | 19  | 1      |
| 2008    | Force India F1 Team         | Force India VJM01 | Ferrari 056 2.4 V8      | AUS DNF | MAL DNF | BHR 19  | SPA DNF | TUR 16  | MON DNF | CAN DNF | FRA 19 | GBR DNF | DUI 15  | HON DNF | EUR DNF | BEL 13  | ITA 19  | SIN DNF | JPN DNF | CHN DNF | BRA 16  |        | 20  | 0      |
| 2009    | Force India F1 Team         | Force India VJM02 | Mercedes FO108W 2.4 V8  | AUS 9   | MAL 17  | CHN 17  | BHR 16  | SPA DNF | MON 14  | TUR 17  | GBR 17 | GER 15  | HON DNF | EUR 10  | BEL 11  | ITA 4   | SIN DNF | JPN 13  | BRA DNF | ABU 17  |         |        | 17  | 5      |
| 2010    | Force India F1 Team         | Force India VJM03 | Mercedes FO 108X 2.4 V8 | BHR 12  | AUS DNF | MAL 5   | CHN 11  | SPA 7   | MON 8   | TUR 9   | CAN 10 | EUR 6   | GBR 8   | DUI 17  | HON DNF | BEL 5   | ITA 16  | SIN 9   | JPN DNF | KOR DNF | BRA 12  | ABU 13 | 11  | 47     |
| 2011    | Force India F1 Team         | Force India VJM04 | Mercedes FO 108Y 2.4 V8 | AUS 9   | MAL 11  | CHN 15  | TUR 13  | SPA 13  | MON 7   | CAN DNF | EUR 9  | GBR 11  | DUI 6   | HON 14  | BEL 7   | ITA DNF | SIN 8   | JPN 11  | KOR 11  | IND 9   | ABU 8   | BRA 6  | 9   | 42     |
| 2013    | Force India F1 Team         | Force India VJM06 | Mercedes FO108Z 2.4 V8  | AUS 7   | MAL DNF | CHN DNF | BHR 13  | SPA 13  | MON 5   | CAN 10  | GBR 7  | DUI 13  | HON DNF | BEL 9   | ITA 16  | SIN 10  | KOR 20  | JPN 14  | IND 9   | ABU 10  | VST DNF | BRA 13 | 13  | 29     |
| 2014    | Sauber F1 Team              | Sauber C33        | Ferrari 059/3 1.6 V6    | AUS 11  | MAL DNF | BHR DNF | CHN DNF | SPA 17  | MON DNF | CAN 13  | OOS 13 | GBR 13  | DUI DNF | HON 11  | BEL 14  | ITA 15  | SIN DNF | JPN 20  | RUS 16  | VST DNF | BRA 16  | ABU 16 | 18  | 0      |